# Pfarrhaus Alt-Lichtenberg
Das Pfarrhaus der Alten evangelischen Pfarrkirche Lichtenberg, kurz Pfarrhaus Alt-Lichtenberg oder auch Pfarrhaus Lichtenberg, ist das Wohnhaus der Pfarrersfamilie der genannten Kirche. Es steht am historischen Dorfanger (seit 1915 Loeperplatz) des Ortsteils Lichtenberg im Bezirk Lichtenberg von Berlin. Es wurde etwa im Jahr 1848 bezogen und ist seit den 1970er Jahren baudenkmalgeschützt.

## Baugeschichte
Das Haus wurde sehr wahrscheinlich im Zusammenhang mit dem Erweiterungsbau der alten Pfarrkirche zu Beginn der 1840er Jahre als Dienstunterkunft der Pfarrersfamilie gebaut. Die Adresse lautete anfangs Dorfstraße 10a, ab ca. 1900 Möllendorffstraße (mit der neuen Nummerierung als 33), 1976 bis 1990 Jacques-Duclos-Straße, seit 1991 wieder Möllendorffstraße.
Zum Pfarrhaus gehört ein mittels eines Zaunes/einer Mauer abgetrenntes Stück Gartenland. – Im Adressbuch von Berlin wurde das Pfarrhaus im Jahr 1882 erwähnt, als die Berliner Vororte – hier die Gemeinde Lichtenberg mit ihren zugehörigen Dörfern Friedrichsfelde und Wilhelmsberg – erstmals mit erfasst worden waren. In den Jahren davor trat der Standort Dorfstraße 10a wohl in den Berliner Adressbüchern auf, allerdings nur im Zusammenhang mit dem Verzeichnis der Einwohner, wenn die Geistlichen in Berlin über ihren Kirchenverbund erfasst worden waren.
Zu Beginn des 20. Jahrhunderts ließ die Kirchengemeinde auf der straßenabgewandten Seite eine Aufstockung und Verbreiterung des ehemals eingeschossigen Hauses vornehmen. Das gesamte Dach einschließlich der Dacheindeckung musste damit der neuen Nutzung angepasst werden, unter anderem war eine Treppe zum ausgebauten Dachgeschoss zu ergänzen. Nicht verändert wurde die Hauptfassade zur Straße bzw. zur Kirche hin. An der südlichen Fassadenecke ist der Übergang von einer einstigen Säule zum glatten Seitengiebel erkennbar.
Einige Jahre nach der Wende und dem Mauerfall bekamen Kirchen und die Seelsorger wieder größere Bedeutung für die Menschen. Die neue Lichtenberger Kirchengemeinde beschloss daher, das mehr als 190 Jahre alte Pfarrhaus umfassend sanieren zu lassen. Die Architektengemeinschaft Martina Abri und Christian Raabe erhielt im Jahr 2003 den Auftrag, das Dach zu erneuern, die Böden, Wände und das Dach zu dekontaminieren und die Außentreppe zu stabilisieren oder zu erneuern.
Im Jahr 2004 wurden zunächst das morsche Dachgestühl und innere Einbauten ausgetauscht und danach erhielt das abgewalmte Dach neue leuchtend rote Biberschwänze in Kronendeckung, die der historischen Ausführung besser entsprachen. Die baufällige Freitreppe wurde durch eine neugefertigte Treppe aus Sandstein ersetzt.

## Beschreibung
Das Gebäude war ein eingeschossiges fünfachsiges Haus mit einem erhöhten Erdgeschoss (Hochparterre). Betont wird der Bau durch einen Mittelrisaliten, den eine geschweifte Dachgaube mit einem eingepassten halbrunden Fenster bekrönt.
Sichtbar ist zudem ein Kellergeschoss, in welches an der Nordseite des Hauses eine Treppe vom Gartenniveau hinunterführt.
Durch die Veränderung zu Beginn des 20. Jahrhunderts ist das Pfarrhaus auf drei Seiten zweietagig mit einem Stummelflügel an der Südseite. Der Grundriss ist nun fast quadratisch: Länge (Hauptachse in Nord-Süd-Richtung) 15,30 m, Breite (in West-Ost-Richtung) 14,20 m.
Der Baustil wird dem Spätklassizismus zugeordnet mit Anklängen an das Biedermeier.
Im Pfarrhaus gibt es im Hochparterre zwei Gemeinderäume. Hier finden gelegentlich Themennachmittage oder -abende statt. Auch der Pfarrgarten wird für Gemeindeveranstaltungen genutzt.
Das frühere Holzhaus im Gartenbereich an der südlichen Grenze diente vor der Errichtung des Gemeindezentrums am Fennpfuhl den dortigen Christen als Gemeindetreff. Nach dessen Einweihung im Jahr 1984 war das Holzgebäude noch lange ein Lagerraum, der inzwischen vollkommen abgetragen wurde (Stand in den 2020er Jahren).

## Sonstiges
Auf dem hinteren Teil des Pfarrgrundstücks wurde 2021 ein zweistöckiger temporärer Containerbau errichtet. Dieser ist Interimsstandort für die Schule am Campus Hedwig der SozDia-Stiftung bis zur Fertigstellung des Schulneubaus in der Hedwigstraße in Berlin-Alt-Hohenschönhausen.
Nutzerin des Pfarrhauses ist, neben der Ev. Kirchengemeinde Lichtenberg, bis 2024 auch die Freie Evangelisch-Lutherische Gemeinde „Haus Gottes“ Berlin e.V.
Ein kleines Stück der früheren Mauer um das Pfarrgrundstück ist entlang des Gutsparks erhalten.

Details von Haus und Garten
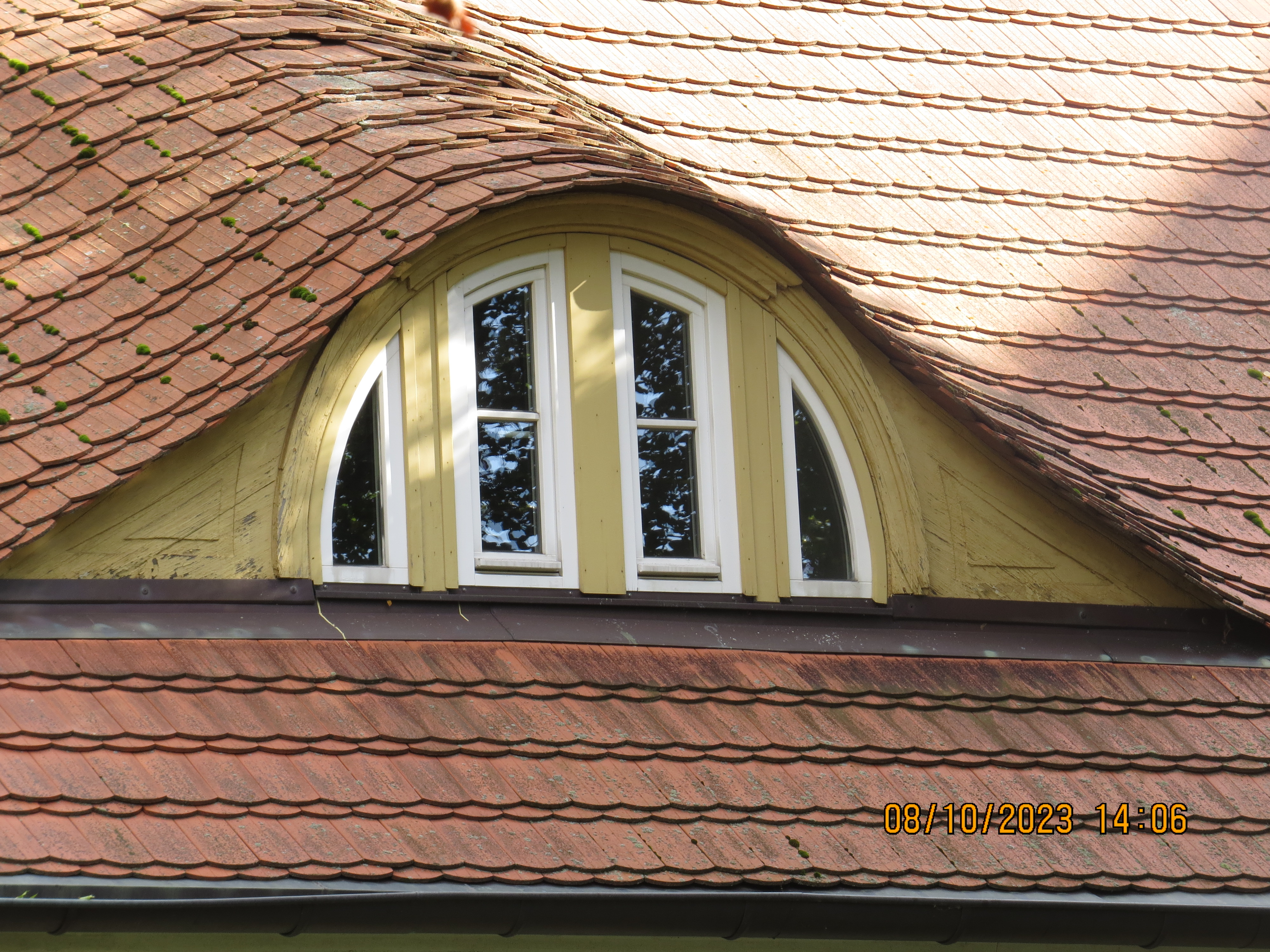
Dachgaube
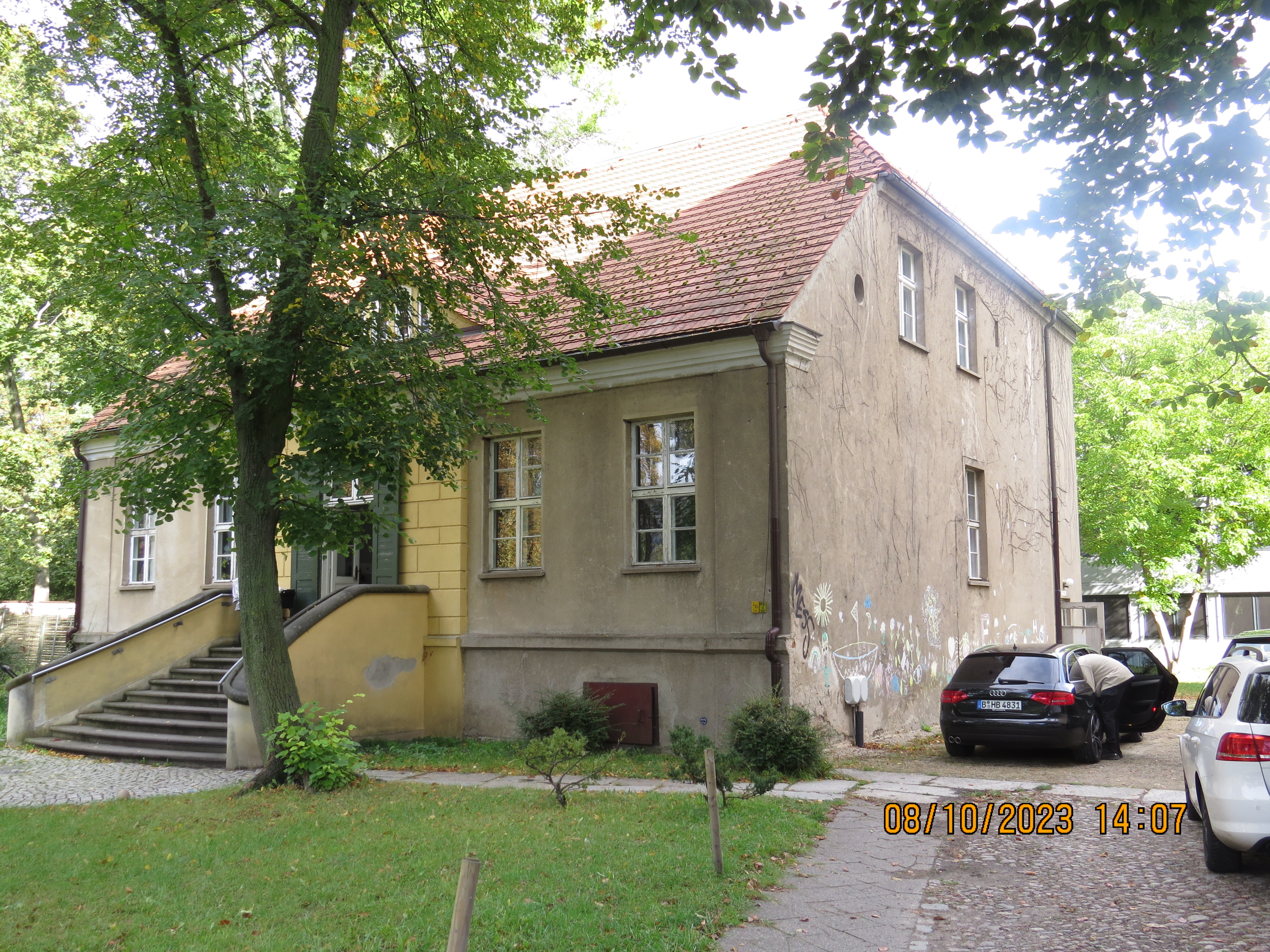
An der Ecke ist ein Stück der histor. Fassade erkennbar.
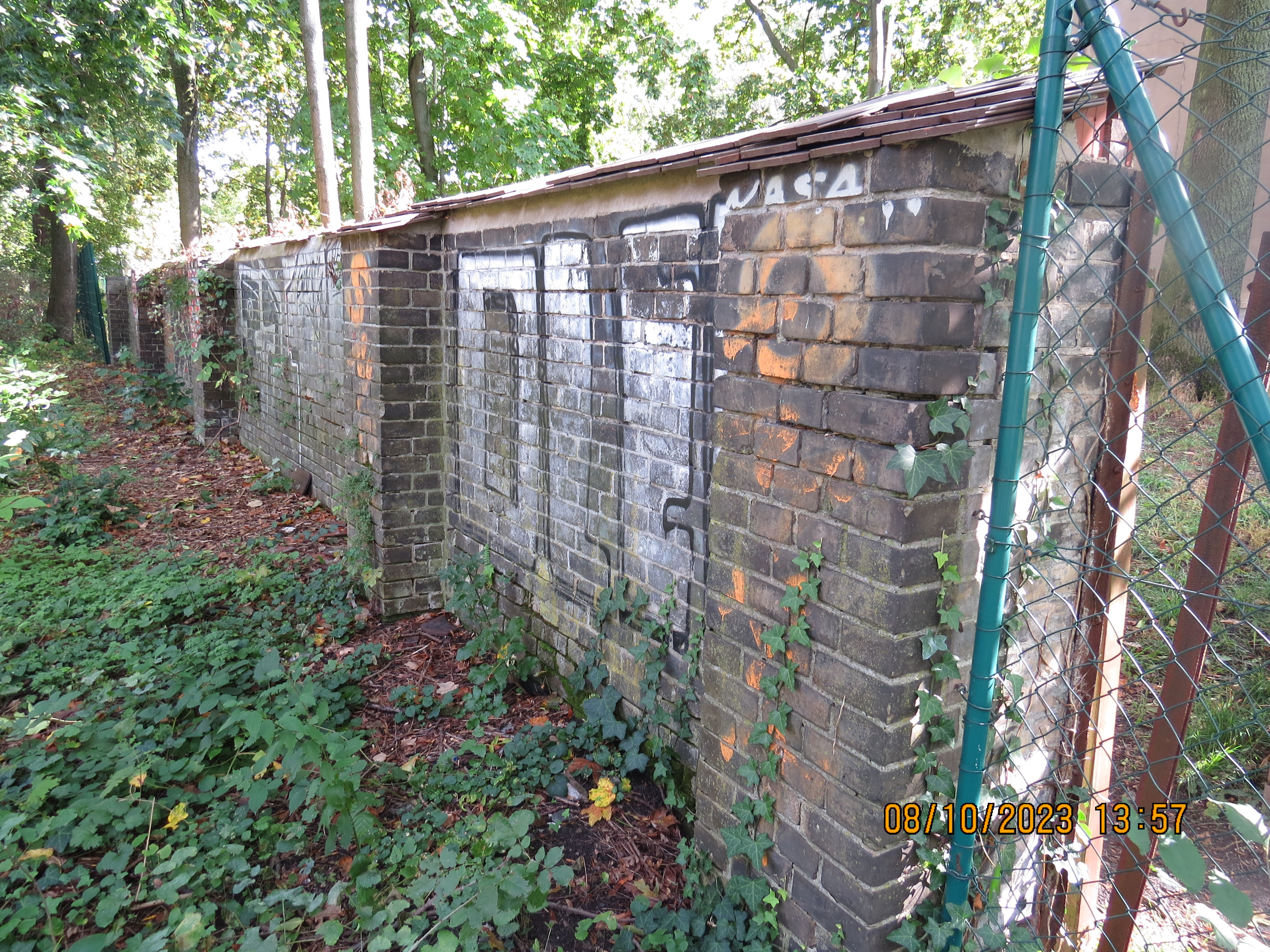
Mauerrest
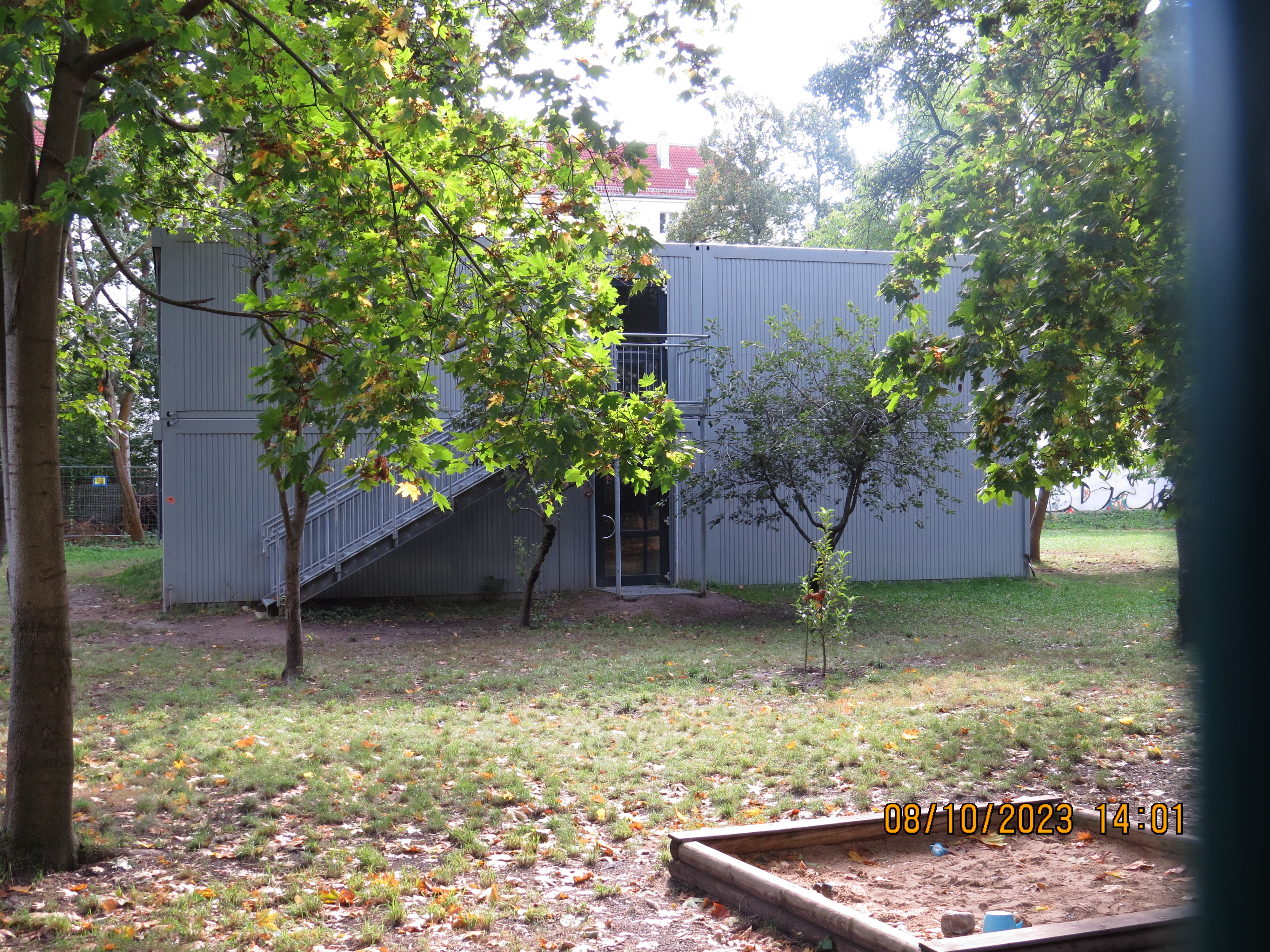
Interimsbau der Grundschule am Campus Hedwig

## Die Pfarrersfamilien (Auswahl)
Folgende Bewohner beherbergt(e) das Haus:
- 1850–1876: Friedrich Alexander Bornitz[10][11] (nach ihm wurde später eine Straße in Lichtenberg benannt)
- 1877–1910: Ernst Kuntze[3][12][13], nach 1912 war Kuntze emeritiert und wohnte in Berln-W15.[14]
- 1912–1934: Paul Wuttke, Pfarrer, dann Superintendent[15][16], nach Amtsende zog er nach Kaulsdorf[17]
- 1935–um 1943: Johannes Schleuning, Pfarrer, dann Superintendent[18][19]
- um 1985: Eberhard Thümen[20][21]